# Jeopark Kula Belediye Spor Kulübü 2017-2018
Questa voce raccoglie le informazioni riguardanti il Jeopark Kula Belediye Spor Kulübü nelle competizioni ufficiali della stagione 2017-2018.

## Organigramma societario
Area direttiva
- Presidente: Vedat Yılmaz

Area tecnica
- Allenatore: Mustafa Çayır
- Allenatore in seconda: Mehmet Eroğul
- Assistente allenatore: Mustafa Gökalp
- Scoutman: Mahir Can Otlu

## Rosa
| N° | Nome                | Ruolo | Data di nascita   | Nazionalità sportiva |
| -- | ------------------- | ----- | ----------------- | -------------------- |
| 1  | Luan Weber          | O     | 12 febbraio 1991  | Brasile              |
| 2  | Batı Kayhan         | S     | 10 giugno 1996    | Turchia              |
| 4  | Muratcan Yedidağ    | L     | 5 gennaio 1994    | Turchia              |
| 6  | Halil Kurt          | C     | 16 febbraio 1998  | Turchia              |
| 7  | Murilo Radke        | P     | 31 gennaio 1989   | Brasile              |
| 9  | Kemal Elgaz         | O     | 1º gennaio 1986   | Turchia              |
| 9  | Turgay Doğan        | S     | 14 febbraio 1984  | Turchia              |
| 10 | Mehmet Özbek        | L     | 11 luglio 1984    | Turchia              |
| 11 | Burak Köse          | C     | 4 gennaio 1987    | Turchia              |
| 12 | Fatih Uğur          | C     | 1º gennaio 1990   | Turchia              |
| 13 | Ali Candan          | S     | 1º gennaio 1990   | Turchia              |
| 14 | Uğur Çayır          | P     | 23 aprile 1989    | Turchia              |
| 15 | Muhammed Ertuğrul   | C     | 12 agosto 1989    | Turchia              |
| 16 | Raphael de Oliveira | S     | 8 marzo 1984      | Brasile              |
| 17 | Hürol Temel         | C     | 26 dicembre 1982  | Turchia              |
| 18 | Ali Çayır           | S     | 13 settembre 1981 | Turchia              |

## Statistiche

### Statistiche di squadra
| Competizione     | Punti | In casa | In casa | In casa | In trasferta | In trasferta | In trasferta | Totale | Totale | Totale |
| Competizione     | Punti | G       | V       | P       | G            | V            | P            | G      | V      | P      |
| ---------------- | ----- | ------- | ------- | ------- | ------------ | ------------ | ------------ | ------ | ------ | ------ |
| Efeler Ligi      | 26,1  | 11      | 5       | 6       | 11           | 4            | 7            | 28     | 13     | 15     |
| Coppa di Turchia | -     | 1       | 0       | 1       | 1            | 0            | 1            | 2      | 0      | 2      |
| Totale           | -     | 12      | 5       | 7       | 12           | 4            | 8            | 30     | 13     | 17     |

G = partite giocate; V = partite vinte; P = partite perse

### Statistiche dei giocatori
| Giocatore      | Efeler Ligi | Efeler Ligi | Efeler Ligi | Efeler Ligi | Efeler Ligi | Coppa di Turchia | Coppa di Turchia | Coppa di Turchia | Coppa di Turchia | Coppa di Turchia | Totale | Totale | Totale | Totale | Totale |
| Giocatore      | P           | PT          | AV          | MV          | BV          | P                | PT               | AV               | MV               | BV               | P      | PT     | AV     | MV     | BV     |
| -------------- | ----------- | ----------- | ----------- | ----------- | ----------- | ---------------- | ---------------- | ---------------- | ---------------- | ---------------- | ------ | ------ | ------ | ------ | ------ |
| A. Candan      | 7           | 15          | 11          | 3           | 1           | 0                | 0                | 0                | 0                | 0                | 7      | 15     | 11     | 3      | 1      |
| A. Çayır       | 28          | 185         | 140         | 30          | 15          | 2                | 12               | 12               | 0                | 0                | 30     | 197    | 152    | 30     | 15     |
| U. Çayır       | 9           | 9           | 3           | 3           | 3           | 0                | 0                | 0                | 0                | 0                | 9      | 9      | 3      | 3      | 3      |
| R. de Oliveira | 25          | 325         | 267         | 18          | 40          | 2                | 17               | 12               | 3                | 2                | 27     | 342    | 279    | 21     | 42     |
| T. Doğan       | 15          | 81          | 71          | 6           | 4           | -                | -                | -                | -                | -                | 15     | 81     | 71     | 6      | 4      |
| K. Elgaz       | 9           | 27          | 22          | 2           | 3           | 2                | 7                | 7                | 0                | 0                | 11     | 34     | 29     | 2      | 3      |
| M. Ertuğrul    | 10          | 56          | 35          | 19          | 2           | 2                | 10               | 6                | 4                | 0                | 12     | 66     | 41     | 23     | 2      |
| B. Kayhan      | 9           | 18          | 17          | 0           | 1           | 2                | 4                | 4                | 0                | 0                | 11     | 22     | 21     | 0      | 1      |
| B. Köse        | 14          | 23          | 17          | 3           | 3           | 2                | 2                | 1                | 1                | 0                | 16     | 25     | 18     | 4      | 3      |
| H. Kurt        | 22          | 84          | 59          | 19          | 6           | 1                | 5                | 4                | 1                | 0                | 23     | 89     | 63     | 20     | 6      |
| M. Özbek       | 28          | 0           | 0           | 0           | 0           | 2                | 0                | 0                | 0                | 0                | 30     | 0      | 0      | 0      | 0      |
| M. Radke       | 25          | 97          | 43          | 27          | 27          | 2                | 6                | 0                | 5                | 1                | 27     | 103    | 43     | 32     | 28     |
| H. Temel       | 15          | 54          | 29          | 20          | 5           | -                | -                | -                | -                | -                | 15     | 54     | 29     | 20     | 5      |
| F. Uğur        | 27          | 176         | 121         | 44          | 11          | 2                | 5                | 3                | 2                | 0                | 29     | 181    | 124    | 46     | 11     |
| L. Weber       | 26          | 439         | 388         | 31          | 20          | 2                | 32               | 30               | 1                | 1                | 28     | 471    | 418    | 32     | 21     |
| M. Yedidağ     | 13          | 1           | 1           | 0           | 0           | 1                | 0                | 0                | 0                | 0                | 14     | 1      | 1      | 0      | 0      |

P = presenze; PT = punti totali; AV = attacchi vincenti; MV = muri vincenti; BV = battute vincenti